# Штаб-квартира CCTV

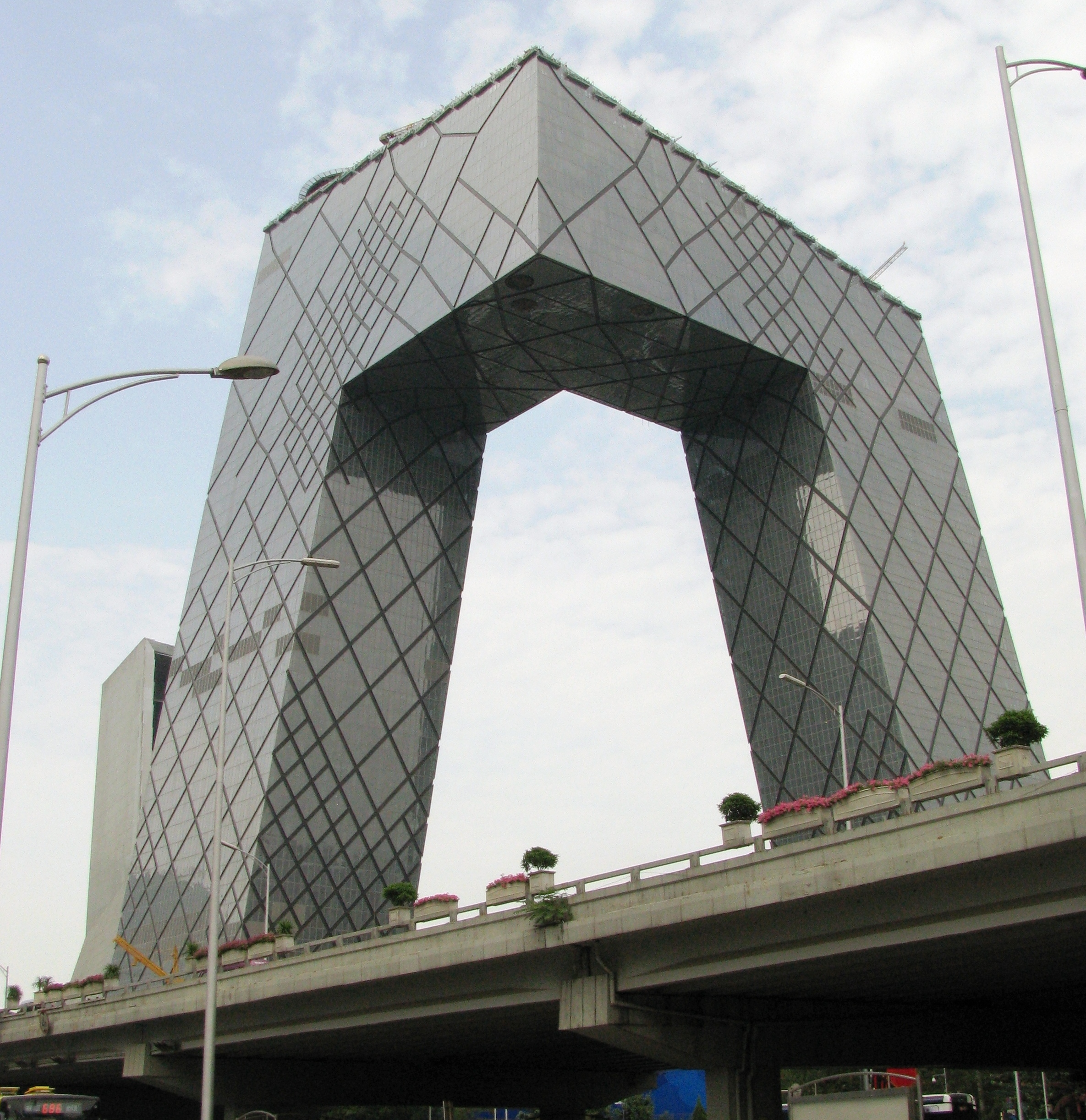
Штаб-квартира CCTV

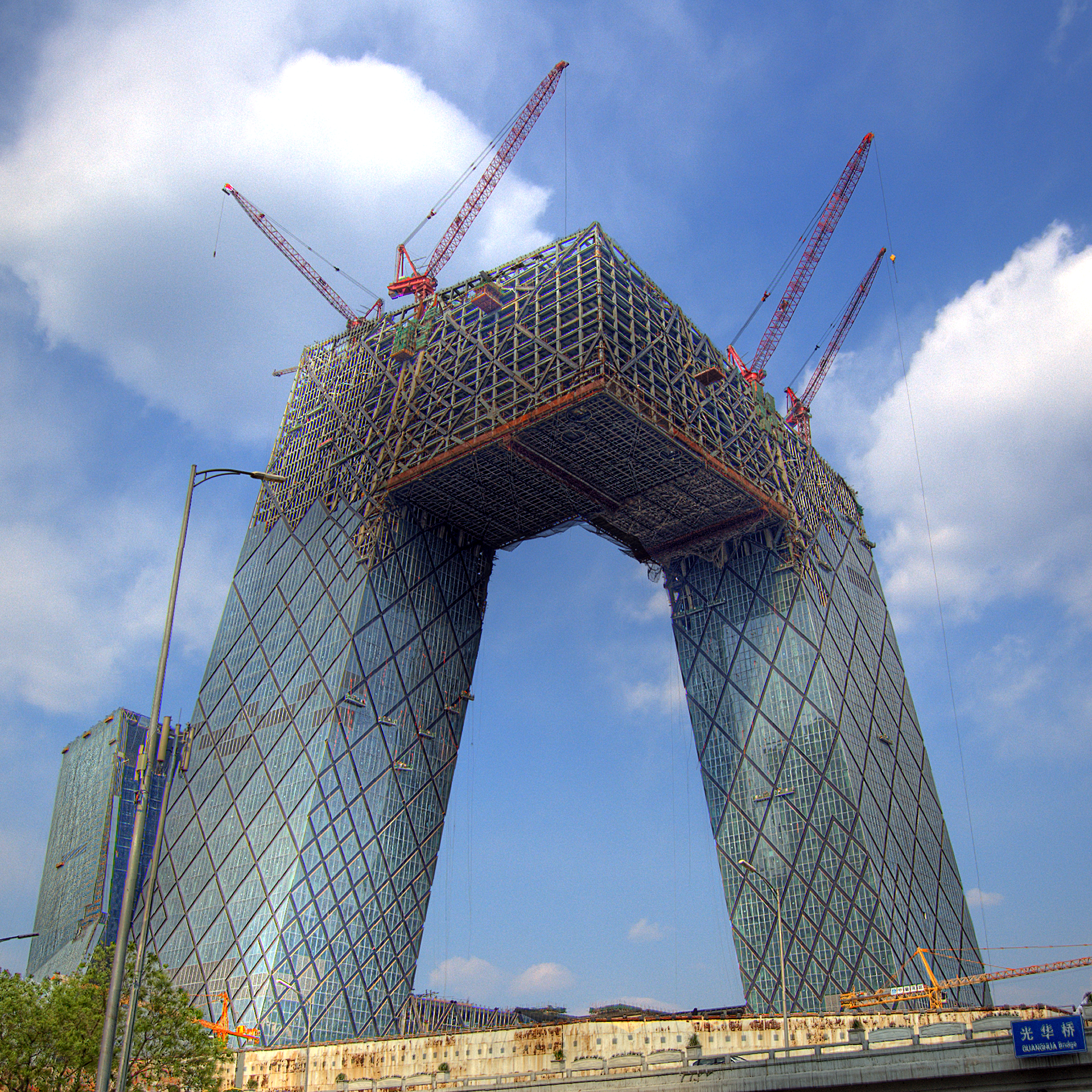
Строительные работы в апреле 2008 года

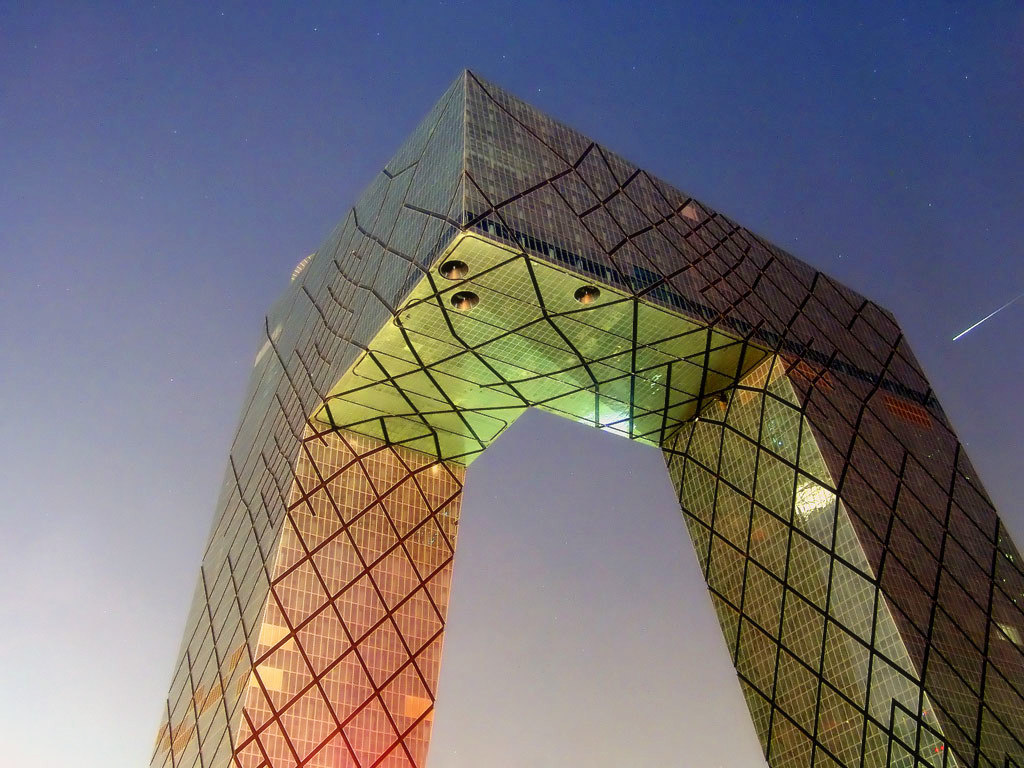
Штаб-квартира CCTV в июле 2009 года (ночью)

Штаб-квартира CCTV — небоскрёб в Пекине, штаб-квартира Центрального телевидения Китая. Строительные работы начались 22 сентября 2004 года, в 2009 году строение было завершено.
Архитекторами здания являются Рем Колхас и Оле Шерен (компания OMA). Здание имеет высоту 234 м и состоит из 44 этажей.
Основное здание построено в необычном стиле и представляет собой кольцеобразную структуру из пяти горизонтальных и вертикальных секций, образующих неправильную решётку на фасаде здания с пустым центром. Общая площадь пола — 473 тыс. м². Возведение здания считалось непростой задачей, особенно учитывая его расположение в сейсмоопасной зоне. Из-за своей необычной формы здание уже обрело кличку «штанишки».
Второе здание, Телевизионный культурный центр, будет вмещать отель Mandarin Oriental Hotel Group, центр для посетителей, большой общественный театр и выставочные площади. 9 февраля 2009 года в ещё не сданном в эксплуатацию здании отеля произошёл сильный пожар.